# Liste der Monuments historiques in Cauvigny
Die Liste der Monuments historiques in Cauvigny führt die Monuments historiques in der französischen Gemeinde Cauvigny auf.

## Liste der Bauwerke
| Bezeichnung              | Beschreibung              | Standort                   | Kennzeichnung | Schutzstatus | Datum | Bild           |
| ------------------------ | ------------------------- | -------------------------- | ------------- | ------------ | ----- | -------------- |
| Kirche St-Martin         | Erbaut im 12. Jahrhundert | (Lage)                     | PA00114570    | Classé       | 1920  | weitere Bilder |
| Chapelle de Châteaurouge | Kapelle, erbaut 1625      | Place des Fusillers (Lage) | PA00114569    | Classé       | 1961  | weitere Bilder |

## Liste der Objekte

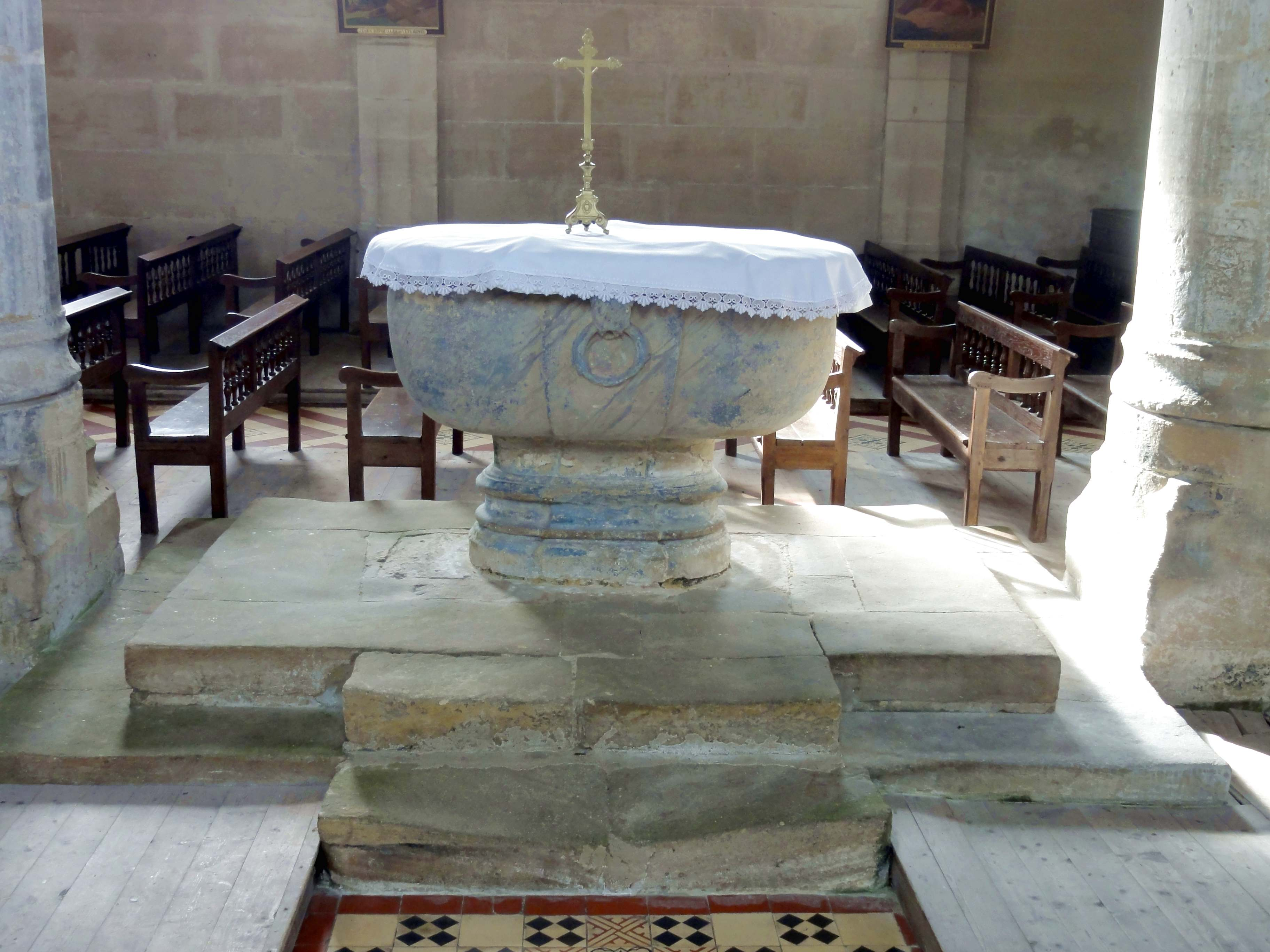
Taufbecken in der Kirche St-Martin (16. Jahrhundert)

- Monuments historiques (Objekte) in Cauvigny in der Base Palissy des französischen Kultusministeriums

Siehe auch: Taufbecken (Cauvigny)